# Surry (Wirginia)
Surry – miasto w Stanach Zjednoczonych, w stanie Wirginia, siedziba administracyjna hrabstwa Surry.